# بخش شمال شرقی دهلی
بخش شمال شرقی دهلی (به انگلیسی: North East Delhi) یک بخش در هند است که در دهلی واقع شده‌است. بخش شمال شرقی دهلی ۶۲ کیلومتر مربع مساحت و ۲٬۲۴۱٬۶۲۴ نفر جمعیت دارد.